# 古郷町 (名古屋市)
古郷町（ふるさとちょう）は、愛知県名古屋市中区の地名。

## 歴史

### 沿革
- 1878年（明治11年）12月20日 - 下日置町の一部により古郷町として成立[1]。
- 1889年（明治22年）10月1日 - 名古屋市成立に伴い、同市古郷町となる[4]。
- 1908年（明治41年）4月1日 - 中区成立に伴い、同区古郷町となる[1]。
- 1926年（大正15年）9月1日 - 一部が米浜町に編入される[1]。
- 1974年（昭和49年）5月11日 - 住居表示実施に伴い、松原二丁目に編入され消滅[1]。